# Thái uý
Thái uý (chữ Hán: 太尉, hay thái úy) là một chức quan võ cao cấp trong quân đội một số triều đại phong kiến của Trung Quốc và Việt Nam.

## Lịch sử
Chức vị này vốn có nguồn gốc từ thời nhà Tần, đứng sau chức Đại lương tạo. Thời Tần và tiền Hán, chức Thái úy là một trong tam công và đứng đầu các võ quan, bên cạnh Thừa tướng và Ngự sử đại phu (御史大夫). Theo Sử ký và Hán thư, khác với chức Thừa tướng, Thái úy không phải là chức quan lúc nào cũng được đặt ra. Tuy nhiên từ thời Hán Vũ Đế do chiến tranh liên miên với quân Hung nô, Thái úy trở thành một chức quan thường xuyên, và được đổi thành Đại tư mã. Chức này gia tặng thêm Đại tướng quân hoặc Phiêu Kị tướng quân. Sang thời Đông Hán, chức này lại tiếp tục cải lại, trở thành một chức riêng biệt và cụ thể, cùng với Tư không và Tư đồ gọi là Tam công. Chức này đến trước thời nhà Minh thì bị bãi bỏ.
Thời Tây Hán, hai cha con Chu Bột (có công trấn áp loạn Lã hậu) và Chu Á Phu (có công trấn áp loạn 7 nước Ngô Sở) đều làm đến Thái úy. Thời Tam quốc, Tư Mã Ý Tào Ngụy giữ chức thái úy khi đem quân chinh phạt Công Tôn Uyên ở Liêu Đông.
Ở Việt Nam, chức quan này được lần đầu tiên đặt ra từ thời Tiền Lê, Lê Hoàn phong cho Phạm Cự Lạng chức vị Thái úy vì có công lao to lớn trong việc giúp Hoàng đế lên ngôi. Thời nhà Lý, triều đình đặt thêm Phụ quốc Thái úy, tương đương Tể tướng để giúp đỡ các Hoàng đế, đặc biệt là Lý Thường Kiệt khi giúp đỡ Lý Nhân Tông, Đỗ Anh Vũ khi giúp đỡ Lý Anh Tông và Tô Hiến Thành khi giúp đỡ Lý Cao Tông. Sang thời nhà Trần, Thái úy là chức gia thêm cho các thân vương trong tôn thất.
Thời Hậu Lê, đời Lê Thánh Tông, năm Hồng Đức thứ 2 (1471), phẩm trật của Thái úy là Chánh nhất phẩm, có Nguyễn Xí, Trịnh Khả là những Thái úy tiếng tăm nhất. Từ năm 1578, đời Lê Thế Tông, Thái úy chỉ là chức gia thêm cho võ tướng và thân thần. Sang thời nhà Nguyễn, chức vị này bị bãi bỏ hoàn toàn.